# Albericus darlingtoni
Albericus darlingtoni är en groddjursart som först beskrevs av Arthur Loveridge 1948.  Albericus darlingtoni ingår i släktet Albericus och familjen Microhylidae. IUCN kategoriserar arten globalt som livskraftig. Inga underarter finns listade i Catalogue of Life.